# لويس أوكينكلوس
لويس أوكينكلوس (بالإنجليزية: Louis Auchincloss) (27 سبتمبر 1917 في الولايات المتحدة - 26 يناير 2010، مانهاتن في الولايات المتحدة)؛ محامي، مؤرخ وروائي أمريكي.

## روابط خارجية
- لويس أوكينكلوس على موقع IMDb (الإنجليزية)
- لويس أوكينكلوس على موقع الموسوعة البريطانية (الإنجليزية)
- لويس أوكينكلوس على موقع مونزينجر (الألمانية)
- لويس أوكينكلوس على موقع إن إن دي بي (الإنجليزية)